# Хокей на траві на літніх Олімпійських іграх 1980
Турнір з хокею на траві на літніх Олімпійських іграх 1980 року проходив з 20 по 31 липня 1980 року на Малій арені стадіону «Динамо» і Стадіоні Юних Піонерів в Москві. 
Вперше на Олімпійських іграх був розіграний комплект медалей не тільки серед чоловічих, але і серед жіночих команд. І в жіночих і в чоловічих змаганнях брали участь по 6 команд. Чоловічі команди на першому етапі провели груповий турнір, а на другому етапі в додаткових матчах дві найкращі команди виявили переможця, а команди, що зайняли в третє і четверте місця на груповому етапі, розіграли бронзові медалі. 
У жіночих команд розподіл медалей було проведено за результатами групового етапу. 
Золото жіночої збірної з хокею на траві стало для Зімбабве першої золотої нагородою в історії Олімпійських ігор в усіх видах спорту. Бронзу через чоловіків та жінок завоювали збірні СРСР.

## Чоловічий турнір
На попередньому етапі команди грали один проти одного в турі. Потім команди, що зайняли 1 і 2 місця боролись за золоті і срібні медалі, що зайняли 3-е і 4 змагались за бронзові медалі.
| Збірна                                   | Ігор | W | D | L | GF | GA | Pts |
| ---------------------------------------- | ---- | - | - | - | -- | -- | --- |
| Іспанія                                  | 5    | 4 | 1 | 0 | 33 | 3  | 9   |
| Індія                                    | 5    | 3 | 2 | 0 | 39 | 6  | 8   |
| Союз Радянських Соціалістичних Республік | 5    | 3 | 0 | 3 | 30 | 11 | 6   |
| Польща                                   | 5    | 2 | 1 | 2 | 19 | 15 | 5   |
| Куба                                     | 5    | 1 | 0 | 4 | 7  | 42 | 2   |
| Танзанія                                 | 5    | 0 | 0 | 5 | 3  | 54 | 0   |

- 20 липня
  - Польща 7-1 Куба
  - Індія 18-0 Танзанія
  - Іспанія 2-1 СРСР

- 21 липня
  - СРСР 11-2 Куба
  - Іспанія 12-0 Танзанія
  - Індія 2-2 Польща

- 23 липня
  - Куба 4-0 Танзанія
  - India 2-2 Іспанія
  - СРСР 5-1 Польща

- 24 липня
  - India 13-0 Cuba
  - Іспанія 6-0 Польща
  - СРСР 11-2 Танзанія

- 26 липня
  - Польща 9-1 Танзанія
  - Індія 4-2 СРСР
  - Іспанія 11-0 Куба

### Фінальні матчі
- Матч за перше місце

29 липня Стадіон Динами 17:00 Індія 4-3 Іспанія
- Матч за третє місце

29 липня  Стадіон Динамо 15:00 СРСР 2-1 Польща
- Матч за п'яте місце

29 липня Стадіон Young Pioneers 11:00 Танзанія 1-4 Куба

### Медалісти
| Золото | Індія Васудеван Бгашкаран, Бір Бахадур Четтрі, Сільванус Дун Дун, Мервін Фернандес, Зафар Ікбал, Махарадж Крішан Каушик, Чаранджит Кумар, Сомая Манейпайдей, Аллан Шофілд, Мухаммад Шахід, Давіндер Сінгх, Гурмайл Сінгх, Амарджит Сінгх Рана, Раджиндер Сінгх, Равіндер Пал Сінгх, Суріндер Сінгх Содгі |
| Срібло | Іспанія Хуан Амат, Хуан Арбос, Хайме Арбос, Хав'єр Кабот, Рікардо Кабот, Мігель Чавес, Хуан Коген, Мігель де Пас, Франсіско Фабрегас, Хосе Гарсія, Рафаель Гарральда, Сантьяго Мальгоса, Пауліно Монсальве, Хуан Пельйон, Карлос Рока, Хайме Сумалакаррегі                                               |
| Бронза | СРСР Сос Айрапетян, Міннеула Азізов, Валерій Бєляков, Віктор Депутатов, Олександр Гончаров, Олександр Гусєв, Сергій Клевцов, В'ячеслав Лампєєв, Олександр М'ясников, Михайло Ничепуренко, Леонід Павловський, Сергій Плешаков, Володимир Плешаков, Олександр Сичов, Олег Загороднєв, Фарід Зігангіров    |

## Жіночий турнір

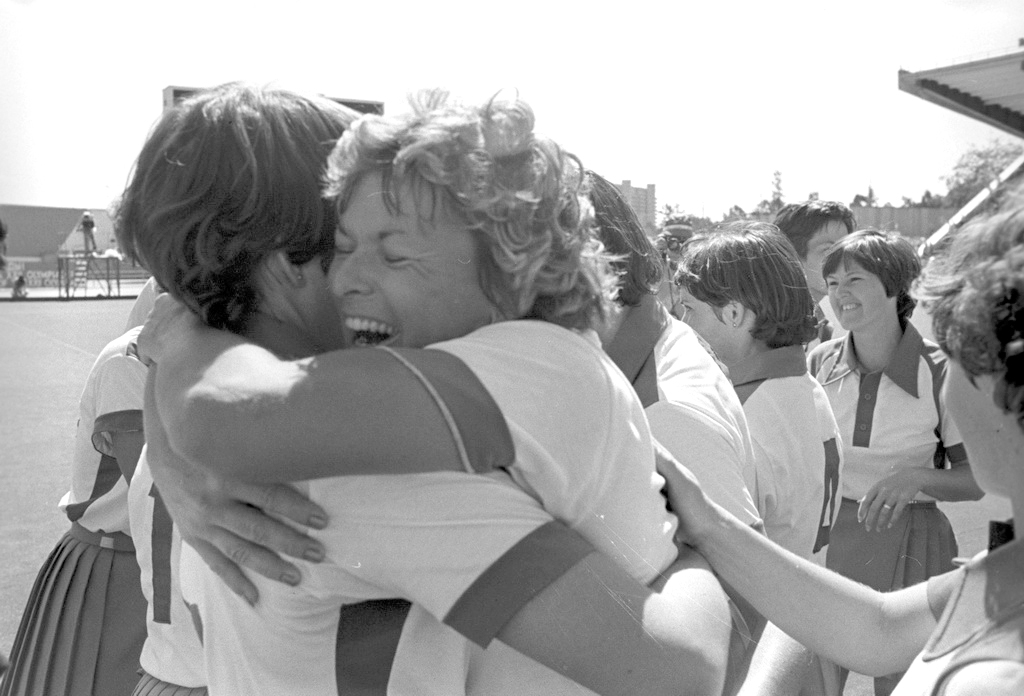
Липень 1980, Жіноча збірна Зімбабве з хокею та траві

Олімпійський жіночий турнір з хокею та траві був проведений вперше в історії. Жіночі команди грали один з одним в одноколовому турі.

### Турнір
| Місце | Команда        | Ігор | W | D | L | GF | GA | Pts |
| ----- | -------------- | ---- | - | - | - | -- | -- | --- |
| 1     | Зімбабве       | 5    | 3 | 2 | 0 | 13 | 4  | 8   |
| 2     | Чехословаччина | 5    | 3 | 1 | 1 | 10 | 5  | 7   |
| 3     | СРСР           | 5    | 3 | 0 | 2 | 11 | 5  | 6   |
| 4     | Індія          | 5    | 2 | 1 | 2 | 9  | 6  | 5   |
| 5     | Австрія        | 5    | 2 | 0 | 3 | 6  | 11 | 4   |
| 6     | Польща         | 5    | 0 | 0 | 5 | 0  | 18 | 0   |

- 25 липня
  - Стадіон Юних Піонерів 11:00 Польща 0-4 Зімбабве
  - Стадіон Юних Піонерів 12:45 Австрія 0-2 Індія
  - Стадіон Юних Піонерів 17:00 СРСР 2-0 Чехословаччина

- 27 липня
  - Стадіон Динамо 13:00 Індія 4-0 Польщя
  - Динамо 14:45 Зімбабве 2-2 Чехословаччина
  - Стадіон Юних Піонерів 17:00 СРСР 0-2 Австрія

- 28 липня
  - Стадіон Юних Піонерів 13:00 India 1-2 Czechoslovakia
  - Стадіон Юних Піонерів 14:45 Austria 3-0 Poland
  - Dynamo 17:00 USSR 0-2 Zimbabwe

- 30 липня
  - Dynamo СРСР 6-0 Польщя
  - Dynamo Індія 1-1 Зімбабве
  - Стадіон Юних Піонерів Австрія 0-5 Чехословаччина

- 31 липня
  - Стадіон Динамо 10:00 Польщя 0-1 Чехословаччина
  - Динамо 11:45 Австрія 1-4 Зімбабве
  - Динамо 15:30 СРСР 3-1 Індія

### Переможці
| Золото | Зімбабве Арлін Боксголл, Ліз Чейз, Сандра Чик, Джилліан Коулі, Патрісія Девіс, Сара Інґліш, Морін Джордж, Енн Ґрант, Сьюзен Гаґґетт, Патрісія Мак-Кіллоп, Бренда Філліпс, Крістін Прінсло, Соня Робертсон, Антея Стюарт, Гелен Волк, Лінда Вотсон                                                                          |
| Срібло | Чехословаччина Мілада Блажкова, Їржина Чермакова, Їржина Гайкова, Берта Груба, Іда Губачкова, Їржина Кадлецова, Ярміла Кралічкова, Їржина Кржижова, Алена Киселіцова, Яна Лагодова, Квета Петржичкова, Вєра Подганьова, Івета Шранкова, Марі Сикорова, Марта Урбанова, Ленка Вимазалова                                    |
| Бронза | Союз Радянських Соціалістичних Республік Лейла Ахмерова, Наталія Бузунок, Наталія Бикова, Тетяна Ємбахтова, Надія Філіппова, Людмила Фролова, Лідія Глубокова, Неллі Горбаткова, Олена Гур'єва, Галина Інжуватова, Аліна Хам, Нателла Красникова, Надія Овечкіна, Тетяна Швиганова, Галина В'южаніна, Валентина Заздравних |